# Gare de Landry
Gare de Landry vasútállomás Franciaországban, Landry településen.

## Vasútvonalak
Az állomást az alábbi vasútvonalak érintik:
- Saint-Pierre-d'Albigny-Bourg-Saint-Maurice-vasútvonal

## Kapcsolódó állomások
A vasútállomáshoz az alábbi állomások vannak a legközelebb:
- Gare d’Aime-La Plagne (Gare de Saint-Pierre-d'Albigny, Saint-Pierre-d'Albigny-Bourg-Saint-Maurice-vasútvonal)
- Hauteville-Gondon railway station (Gare de Bourg-Saint-Maurice, Saint-Pierre-d'Albigny-Bourg-Saint-Maurice-vasútvonal)